# Numero quantico magnetico
Il numero quantico magnetico, associato al numero quantico orbitale, è il numero quantico che descrive la componente {\displaystyle z} dell'operatore momento angolare, ovvero {\displaystyle {\hat {L}}_{z}}. Indicato con {\displaystyle m}, oppure con {\displaystyle m_{l}}, può assumere valori interi compresi tra {\displaystyle l} e {\displaystyle -l}.
Si può dimostrare che l'equazione agli autovalori per l'operatore momento angolare al quadrato {\displaystyle {\hat {\mathbf {L} }}^{2}} è:
{\displaystyle {\hat {\mathbf {L} }}^{2}|l,m_{l}\rangle =l(l+1)\hbar ^{2}|l,m_{l}\rangle }
e per {\displaystyle {\hat {L}}_{z}} è:
{\displaystyle {\hat {L}}_{z}|l,m_{l}\rangle =m_{l}\hbar |l,m_{l}\rangle }
dove {\displaystyle l=0,1,\dots } è il numero quantico orbitale ed {\displaystyle m_{l}=\{-l,\dots ,l\}} è la terza componente del momento angolare orbitale.
Più semplicemente, esso definisce il numero di orientamenti possibili nello spazio di un dato orbitale. Esso assume tutti i valori interi, incluso lo {\displaystyle 0}, compresi tra {\displaystyle -l} ed {\displaystyle l}.
Se ad esempio {\displaystyle l=1}, si ha che {\displaystyle m=\{-1,0,1\}}, pertanto, in tal caso, esistono tre orbitali distinti e diversamente orientati nello spazio; solitamente questi tre orbitali vengono indicati mediante delle lettere, nella fattispecie {\displaystyle p_{x},p_{y}} e {\displaystyle p_{z}}, poiché questa scrittura richiama e caratterizza la forma che assumono gli orbitali.
Se {\displaystyle l=2}, {\displaystyle m_{l}=\{-2,-1,0,1,2\}}, si ha che in questo caso gli orbitali sono cinque, variamente orientati.